# Platysoma rufopygum
Platysoma rufopygum är en skalbaggsart som beskrevs av Lewis 1905. Platysoma rufopygum ingår i släktet Platysoma och familjen stumpbaggar. Inga underarter finns listade i Catalogue of Life.